# Семейство Флоры

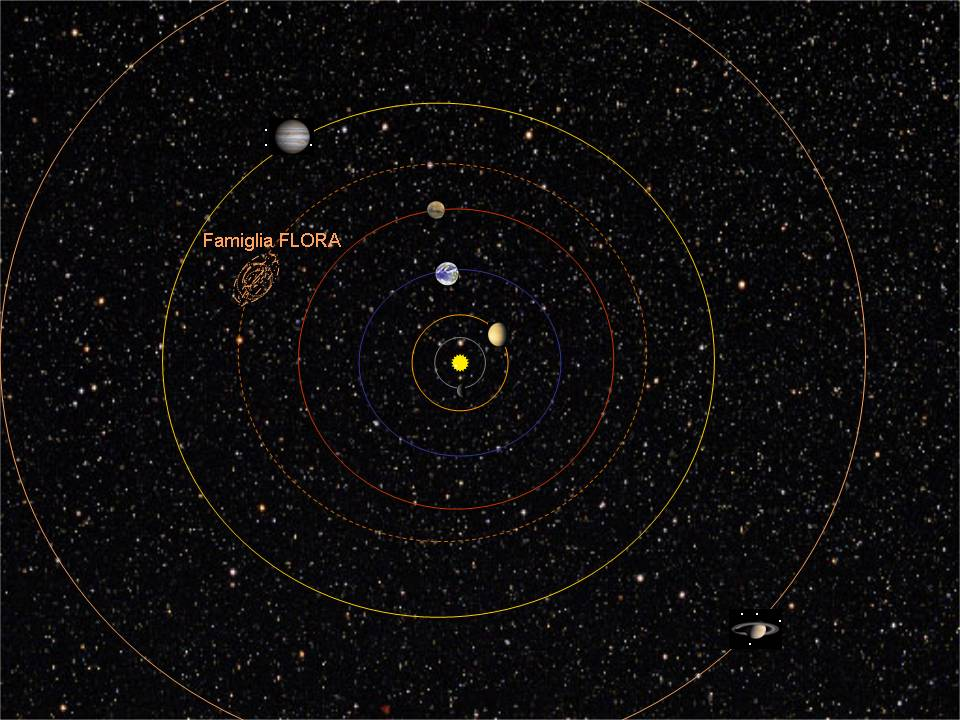
Расположение и структура семейства Флоры

Семейство Флоры — это крупная группа силикатных астероидов класса S во внутренней части главного пояса, происхождение и свойства которой пока сравнительно мало изучены.
Из-за того, что границы семейства весьма размыты, долгое время считалось, что расположенная на периферии этого семейства группа астероидов Ариадны, является самостоятельным семейством, однако, благодаря более тщательному спектральному анализу (WAM analysis by Zappala 1995), она была признана частью семейства Флоры.
Как и некоторые другие астероидные семейства, образовавшиеся в результате катастрофического столкновения родительского тела с другим крупным астероидом, это семейство иногда называют семейством Хираямы, в честь японского астронома К. Хираямы, ставшего первооткрывателем первых астероидных семейств этого типа.
Вполне возможно, что именно это семейство было источником метеорита, упавшего на Землю 65 млн лет назад и послужившего причиной самого массового вымирания, во время которого с лица Земли исчезли практически все крупные животные, в том числе и динозавры.

## Характеристики

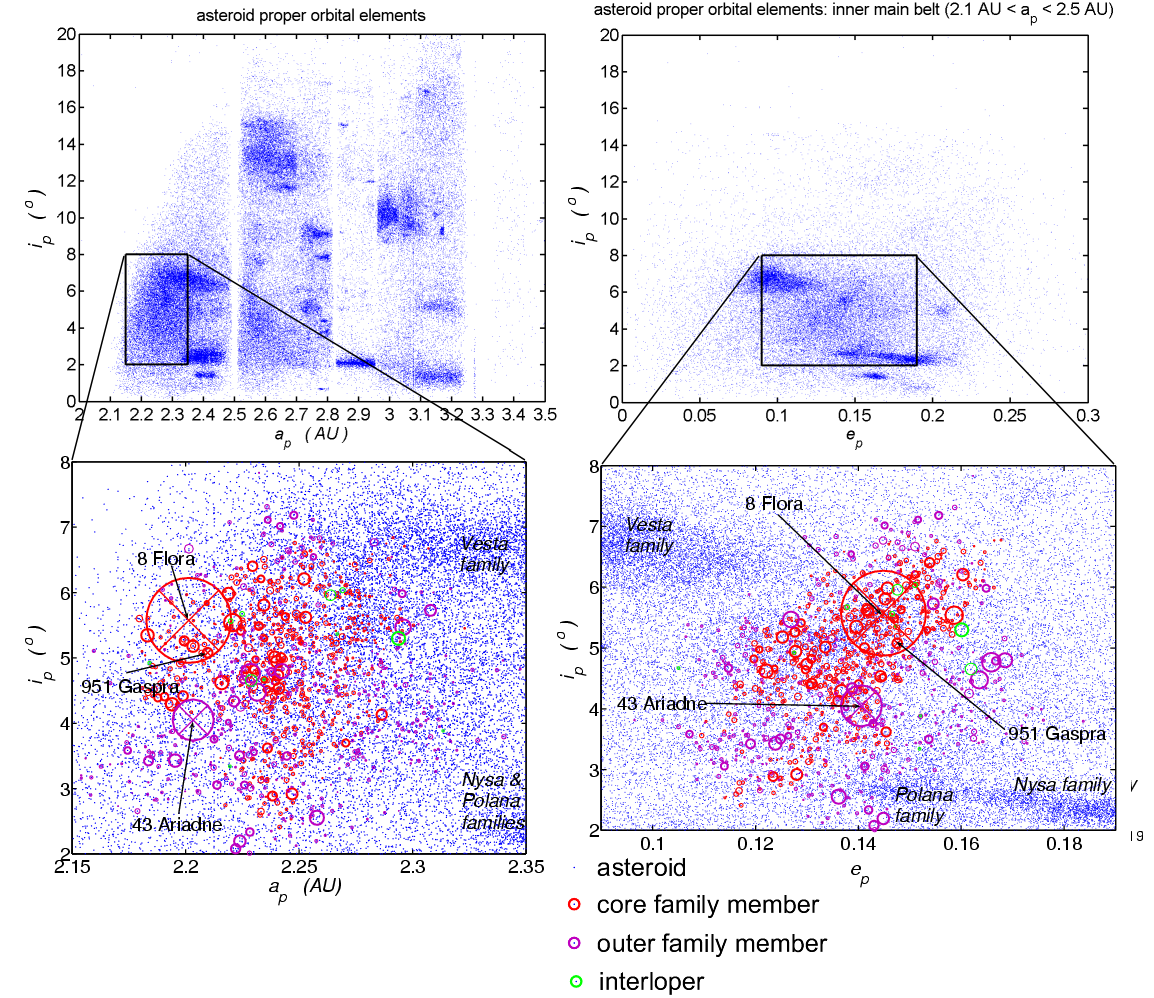
Расположение и структура семейства Флоры:
- слева: наклонение орбиты =f(большая полуось)
- справа: наклонение орбиты =f(эксцентриситет).
Точки на рисунке представляют собой распределение плотности астероидов, а выделенная часть - семейство Флоры

Семейство было названо в честь своего крупнейшего представителя астероида (8) Флора 140 км в диаметре. Семейство образовалось в результате столкновения с родительским телом другого крупного астероида, который выбил из него огромное количество фрагментов, ставших затем самостоятельными астероидами и вместе с Флорой образовавших семейство астероидов. При этом родительское тело, скорее всего, было полностью разрушено, а сама Флора является лишь крупнейшим фрагментом этого тела, сосредоточившая в себе 80 % массы всего астероидного семейства. Вторым по размеру членом семейства является астероид (43) Ариадна, которая содержит в себе большую часть оставшейся массы семейства, примерно 9 %. Остальные астероиды, распределяя среди друг друга оставшиеся 11 %, не превышают в диаметре и 30 км.
При этом значительная часть фрагментов, образовавшихся при разрушении родительского тела, на данный момент уже не входит в состав семейства. В частности, подсчитано, что хотя Флора и содержит 80 % массы семейства, но это составляет лишь 57 % от массы всего родительского тела (Tanga 1999). Вероятно, это произошло в результате вторичных столкновений между фрагментами, из-за чего часть из них была выброшена за пределы орбит семейства.
Границы семейства весьма размыты. Астероиды, достигая максимальной концентрации в центре семейства, по мере удаления от него, постепенно теряются на фоне других астероидов главного пояса, концентрация которых в этой части пояса особенно высока, что ещё больше усложняет задачу определения границ. Есть определённые неоднородности в распределении астероидов и внутри самого семейства, что может быть результатом вторичных столкновений. Кроме того, весьма любопытно, что самые крупные астероиды семейства (Флора и Ариадна), находятся на самой его окраине. Причина такого распределения астероидов внутри семейства пока не ясна.
Одним из наиболее изученных астероидов главного пояса и наиболее известным среди астероидов семейства Флоры является астероид (951) Гаспра, вблизи которого, на своём пути к Юпитеру, пролетел межпланетный исследовательский аппарат "Галилео". Результаты исследований плотности кратеров на поверхности астероида показывают, что это по астрономическим меркам очень молодое семейство, возникшее примерно 200 млн лет назад. Причём, судя по высокой концентрации оливина в составе поверхности Гаспры, в родительском теле, из которого она образовалась, до его разрушения начала происходить частичная дифференциация недр (Veverka 1994).
Астероиды семейства Флоры считаются весьма вероятными кандидатами в источники хондритов L типа (Nesvorny 2002), которые очень распространены и составляют примерно 38 % всех найденных на Земле метеоритов. Это предположение обосновывается тем, что семейство расположено в довольно неустойчивой зоне {\displaystyle \nu _{6}}, далеко от стабильных резонансных орбит и тем, что спектральные характеристики астероидов Флоры и найденных метеоритов довольно близки друг к другу.

## Расположение и размер
По данным численного статистического HCM анализа (Zappala 1995) для основных членов, расположенных в центральной части семейства, орбитальные элементы лежат в следующих диапазонах:
|     | ap         | ep    | ip   |
| --- | ---------- | ----- | ---- |
| min | 2,17 а. е. | 0,109 | 2,4° |
| max | 2,33 а. е. | 0,168 | 6,9° |

Однако, поскольку границы семейства довольно расплывчаты, то для настоящей астрономической эпохи диапазон собственных орбитальных элементов для основной массы астероидов более широк и приведён в следующей таблице:
|     | a          | e     | i    |
| --- | ---------- | ----- | ---- |
| min | 2,17 а. е. | 0,053 | 1,6° |
| max | 2,33 а. е. | 0,224 | 7,7° |

Семейство Флоры является одним из самых близких к нам астероидных семейств и к тому же состоит из астероидов светлого спектрального класса S, имеющих очень высокое альбедо поверхности. Всё это позволило семейству Флоры стать одним из самых многочисленных астероидных семейств. Так по данным за 1995 год численность астероидов семейства составляла 604 астероида в основной и примерно 1027 в более широкой группе. Однако по данным на 2005 год среди 96 944 изученных в рамках проекта AstDys астероидов было выявлено уже 7438 объекта, лежащих в области, определяемой данной таблицей. Однако эти области также частично захватывают области, в которых расположены астероиды семейства Весты и семейства Нисы. Поэтому более вероятная цифра количества членов составляет примерно 4000–5000 астероидов, что составляет около 5–6 % всех известных на сегодняшний день астероидов главного пояса.

## Крупнейшие астероиды этого семейства
| Имя              | Диаметр     | Большая полуось | Наклонение орбиты | Эксцентриситет орбиты | Год открытия |
| ---------------- | ----------- | --------------- | ----------------- | --------------------- | ------------ |
| (8) Флора        | 135,89 км   | 2,201 а. е.     | 5,889 °           | 0,157                 | 1847         |
| (43) Ариадна     | 95×60×50 км | 2,204 а. е.     | 3,464 °           | 0,168                 | 1857         |
| (244) Сита       | 10,95 км    | 2,175 а. е.     | 2,844 °           | 0,137                 | 1884         |
| (281) Лукреция   | 11,76 км    | 2,187 а. е.     | 5,304 °           | 0,132                 | 1888         |
| (291) Алиса      | 14,97 км    | 2,223 а. е.     | 1,854 °           | 0,092                 | 1890         |
| (315) Констанция | 5 — 12 км   | 2,242 а. е.     | 2,427 °           | 0,167                 | 1891         |
| (341) Калифорния | 14,67 км    | 2,199 а. е.     | 5,669 °           | 0,194                 | 1892         |
| (352) Жизела     | 20,27 км    | 2,194 а. е.     | 3,380 °           | 0,149                 | 1893         |
| (364) Изара      | 27,99 км    | 2,220 а. е.     | 6,005 °           | 0,150                 | 1893         |
| (453) Тея        | 20,93 км    | 2,183 а. е.     | 5,557 °           | 0,109                 | 1900         |
| (951) Гаспра     | 12,2 км     | 2,210 а. е.     | 4,101 °           | 0,173                 | 1916         |
| (428) Монахия    | 17,65 км    | 2,308 а. е.     | 6,197 °           | 0,178                 | 1897         |

## Исключения
Из-за высокой концентрации астероидов в этой области пояса логично ожидать, что среди астероидов семейство существует большое число астероидов, не входящих в него, но движущихся по аналогичным орбитам. Однако на данный момент удалось выявить лишь немногие из них. Это объясняется тем, что астероиды семейства Флоры такого же спектрального класса, который доминирует среди прочих астероидов данной части главного пояса. Вот некоторые из них:

| - (298) Баптистина - (422) Беролина - (2093) Геническ - (2259) Софиевка крупнейший из них (диаметр 21 км) | - (2952) Лиллипутия - (3533) Тойота - (3850) Пельтье - (3875) Сталь | - (4278) Гарвей - (4396) Грессманн - (4750) Мукаи |  |